# Лотури (Арђеш)
Лотури (рум. Loturi) насеље је у Румунији у округу Арђеш у општини Скиту-Голешти. Oпштина се налази на надморској висини од 542 m.

## Становништво
Према подацима из 2002. године у насељу је живело 334 становника, од којих су сви румунске националности.